# Copycat (seriefigur)
Copycat (Vanessa Carlysle) är en superhjälte från Marvel Comics skapad av Fabian Nicieza och Rob Liefeld. Hon gjorde sin debut i The New Mutants #98, där hon arbetade som prostituerad i Boston. Hon träffade Deadpool och inledde ett kärleksförhållande med honom. Morena Baccarin spelade Vanessa i filmen Deadpool.